# Збірна Нідерландських Антильських островів з футболу
Збі́рна Нідерла́ндських Анти́льських острові́в (НАО) з футбо́лу — колишня національна футбольна команда, яка представляла НАО на міжнародних футбольних матчах. Вона була відома під назвою «Збірна Кюрасао з футболу» до 1948 року, поки Кюрасао та прилеглі острови не були перейменовані в НАО. Аруба відокремилася в 1986 році і має тепер свою футбольну команду. У жовтні 2010 року Нідерландські Антильські острови були розпущені; Кюрасао та Сінт-Мартен стали самостійними суб'єктами Королівства Нідерландів, а Бонайре, Саба і Сінт-Естатіус увійшли безпосередньо до Нідерландів як спеціальні муніципалітети. Збірна Кюрасао з футболу стала правонаступником збірної НАО у ФІФА; Збірна Сінт-Маартена з футболу була створена ще раніше, входить у КОНКАКАФ, але не є членом ФІФА.
В останньому рейтингу ФІФА, який включав збірну НАО (лютий 2011 року), вона перебувала на 150-му місці.

## Чемпіонат світу
- 1930 до 1954 — не брала участі
- 1958 до 2010 — не пройшла кваліфікацію

## Золотий кубок КОНКАКАФ
- 1991 — не брала участі
- 1993 — забрала заявку
- 1996 до 2000 — не пройшла кваліфікацію
- 2002 — не брала участі
- 2003 — не пройшла кваліфікацію
- 2005 — забрала заявку
- 2007 — не пройшла кваліфікацію

## Панамериканські ігри
- 1951 — не пройшла
- 1955 — бронзова медаль
- 1959 до 2003 — не пройшла